# Eccidio del bivio di Tissano
L'Eccidio del bivio di Tissano è stata una strage nazista avvenuta l'11 Settembre 1943 nella località di bivio di Tissano, nel comune di Parenzo, nella quale persero la vita 84 persone.

## I fatti
L’11 settembre del 1944 partì da Trieste un Kampfgruppe con il compito di dare supporto all’ esiguo nucleo della marina militare tedesca di stanza a Pola. La compagine tedesca era formata dal Grenadier Regimenter.194, l’Aufklärung-Abteilung 171 e una Panzer brigade. La colonna motorizzata, comandata dal  capitano Harald Weigandt, uscita Trieste si diresse verso la costa dell’Istria, oltrepassando Buie d’Istria, San Lorenzo, Valle d’Istria in direzione di Pola. In prossimità del bivio di Tissano, a sud del fiume Quieto, una compagnia di partigiani di Parenzo tentò di fermare l'avanzata dei tedeschi, ma durante il combattimento e nei seguenti scontri morirono circa 84 persone tra civili e partigiani.